# Claire Simpson
Claire Simpson ist eine britische Filmeditorin, die sowohl einen Oscar für den besten Schnitt als auch zweimal den British Academy Film Award für den besten Schnitt sowie einmal den Eddie gewann, den Filmpreis der American Cinema Editors (ACE).

## Leben
Claire Simpson begann ihre Laufbahn als Editorin 1981 mit dem Schnitt des Films Reds und wirkte bis heute an der Herstellung von mehr als zwanzig Filmen mit.
Bei der Oscarverleihung 1987 gewann sie den Oscar für den besten Schnitt für Platoon (1986) von Oliver Stone mit Charlie Sheen, Tom Berenger und Willem Dafoe in den Hauptrollen. Des Weiteren gewann sie hierfür den Eddie, den Preis der American Cinema Editors (ACE), und gewann ferner 1988 erstmals den British Academy Film Award (BAFTA Film Award) für den besten Schnitt.
2006 erhielt sie eine Nominierung für den Oscar für den besten Schnitt für Der ewige Gärtner (2005) von Fernando Meirelles mit Ralph Fiennes, Rachel Weisz und Hubert Koundé. Für diesen Film gewann sie abermals den BAFTA Film Award für den besten Schnitt und erhielt darüber hinaus auch Nominierungen für den Eddie für den besten Schnitt in einem Filmdrama sowie für den Online Film Critics Society Award für den besten Schnitt.
2010 wurde Claire Simpson gemeinsam mit Wyatt Smith für den erstmals vergebenen Kritikerpreis für den besten Schnitt der Broadcast Film Critics Association (BFCA Award) nominiert, und zwar für den Musical–Liebesfilm Nine (2009) von Rob Marshall mit den Hauptdarstellern Daniel Day-Lewis, Marion Cotillard und Penélope Cruz. Des Weiteren erhielten sie und Wyatt Smith auch eine Nominierung für den Satellite Award für den besten Filmschnitt.

## Filmografie (Auswahl)
- 1981: Reds
- 1983: Peace on Borrowed Time (Fernsehfilm)
- 1984: C.H.U.D. – Panik in Manhattan (C.H.U.D.)
- 1985: Vietnam-Veteranen: Soldiers in Hiding (Dokumentarfilm)
- 1986: Salvador
- 1986: Platoon
- 1987: Der Mann im Hintergrund (Someone to Watch Over Me)
- 1987: Wall Street
- 1988: Tequila Sunrise
- 1990: Im Vorhof der Hölle (State of Grace)
- 1992: Mambo Kings
- 1994: Black Beauty
- 1996: The Fan
- 1998: Grenzenlos (Without Limits)
- 1999: Jakob der Lügner
- 2001: Stadt, Land, Kuss (Town & Country)
- 2002: Besessen (Possession)
- 2005: Der ewige Gärtner (The Constant Gardener)
- 2006: The Return
- 2008: Stop-Loss
- 2008: Der Vorleser (The Reader)
- 2009: Nine
- 2011: Extrem laut & unglaublich nah (Extremely Loud & Incredibly Close)
- 2014: A Most Wanted Man
- 2015: Am grünen Rand der Welt (Far from the Madding Crowd)
- 2017: Schneemann (The Snowman)
- 2017: Alles Geld der Welt (All the Money in the World)
- 2021: House of Gucci
- 2023: Napoleon
- 2024: Gladiator II

## Auszeichnungen
- 1987: Oscar für den besten Schnitt für Platoon
- 1987: Eddie für den besten Filmschnitt für Platoon
- 1988: BAFTA Film Award für den besten Schnitt für Platoon
- 2006: BAFTA Film Award für den besten Schnitt für Der ewige Gärtner